# Motorskib
Et motorskib er et skib, der udelukkende eller dog væsentligst drives frem ved maskinkraft fra forbrændingsmotorer. Betegnelsen anvendes i almindelighed kun om middelstore og store skibe, idet mindre fartøjer med forbrændingsmotorer benævnes motorbåde.
Motorskib forkortes M/S som i f.eks. M/S Selandia. På skibe og registreringsdokumenter er dette præfiks ikke del af navnet men antyder skibstypen.
I de større motorskibe anvendes dieselmotoren så godt som udelukkende som fremdrivningsmaskine, og udviklingen af motorskibe er derfor nøje knyttet til udviklingen af dieselmotoren som skibsmaskine, I mindre motorskibe, hvor motoren oprindeligt benyttedes som hjælpekraft i forbindelse med sejlføring, anvendtes i almindelighed forbrændingsmotorer af glødehovedtypen, der ofte benævnes "semidieselmotorer".
Motorskibe fik i tiden efter 1. verdenskrig en ganske overordentlig stigende betydning i handelsskibsfarten på grund af deres store fordele over for dampskibet. Lloyds statistik udviste således, at ca. 40 % af den handelstonnage, der i sidste halvdel af 1923 var sat i bygning, var motorskibe. Dog var endnu kun 4 % af den samlede tonnage motorskibe, men denne andel var stærkt stigende i mellemkrigstiden. De fordele, motorskibe frembyder over for dampskibet, var:
1. større økonomi,
2. ringere plads og vægt for maskineriet,
3. mindre maskinbesætning og
4. lettere ombordtagning af brændslet.

Den større økonomi skyldtes, at dieselmotoren pr. e. hk i timen kun brugte ca. 185 g olie, mens større gode dampmaskinalæg brugte ca. 720 g kul pr e. hk i timen således, at vægten af det brændstof, motorskibe brugte, kun var ca. 1/4 af kulforbruget i dampskibet, og da prisen for olien så godt som overalt var langt under 1/4 af oliepriserne, opnåedes en meget stor besparelse ved motorskibe. Som følge af det ringere brændselsforbrug opnåede motorskibet samtidig en større aktionsradius end dampskibet, det vil sige, at det med en vis brændstofbeholdning kunne sejle en større afstand uden at fylde brændsel. Brændselsolien i motorskibe opbevares i skibets bundtanke, hvorved man indvandt den plads, der i dampskibet optages af kulbunkerne. En fordel ved motorskibet er, at maskineriet til enhver tid straks kan sættes i gang i modsætning til dampskibet, hvor der behøves flere timer til opfyring af kedlerne, når disse ikke er under damp.
Mod disse fordele stillede sig enkelte ulemper ved motorskibe så som en større anskaffelsespris, et noget mere kompliceret maskineri og vanskeligheden ved over alt at få passende brændselsolie, en vanskelighed, som imidlertid mere og mere bortfaldt og var af mindre betydning på grund af motorskibets større aktionsradius. Maskineriets komplicering skyldes særlig det ret omfattende hjælpemaskineri, som er nødvendigt i motorskibe, og hvortil overvejende bruges elektrisk kraft.
De første motorskibe var mindre fartøjer, beregnede til kyst- og flodfart, og først nogle år senere vandt motorskibe indpas i den oversøiske fart.
Det hollandske skib "Vulcanus", som kom i drift 1911, var det første søgående motorskib med dieselmotorer. Det var dog et forholdsvis mindre skib, idet det kun havde et deplacement på 1.960 t, en længde af 60 m og var forsynet med en 6 cylinders Werkspoor dieselmotor på 500 hk. Samme år havde det engelske motorskib "Toiler" med 2 Atlas dieselmotorer på hver 160 hk foretaget en rejse over Atlanterhavet.
I februar 1912 gik "Selandia", det første store søgående motorskib, ud fra København på sin første oversøiske rejse, som blev gennemført under stor interesse fra hele den skibstekniske verden med udmærket resultat. Skibet var sat i bygning for regning af Det Østasiatiske Kompagni på initiativ af etatsraad H.N. Andersen, og såvel skib som maskine var udført ved Burmeister & Wains værksteder og konstrueret af firmaets ledende teknikere under ledelse af direktør Ivar Knudsen. "Selandia" havde en længde af 115 m, et deplacement på 10.500 t og var forsynet med 2 8-cylinder Burmeister & Wain’s dieselmotorer på 2.500 hk.
Endnu samme år byggede Burmeister & Wain motorskibet "Jutlandia" til ØK og "Suecia" til det svenske rederi Nordstjernen, begge af lignende størrelse som "Selandia".
I andre lande, særlig i Tyskland og Holland, var man samtidig beskæftiget med bygning af dieselskibe og kort tid efter blev følgende skibe sat i fart i disse Lande:
1. "Rolandsek", 2.700 t lasteevne, 1.500 hk Carel’s dieselmotorer.
2. "Monte Penedo", 6.500 t lasteevne, 1.600 hk Sulzer dieselmotorer.
3. "Hagen", 7.900 t lasteevne, 2.300 hk Krupp dieselmotorer.
4. "Juno", 3.000 t lasteevne, 1.100 hk Werkspoor dieselmotorer.
5. "Emanuel Nobel", 7.000 t lasteevne, 2.200 hk Werkspoor dieselmotorer.

I de følgende år blev motorskibene stadig udviklet og viste sig mere og mere fordelagtige, særligt i den oversøiske handelsskibsfart således, at ca. 40 % af den tonnage, der i sidste halvdel af 1923 var sat i bygning, var motorskibe.
Enkelte rederier, som fx Det Østasiatiske Kompagni, anskaffede sig efter "Selandia"s bygning kun motorskibe, og de største af disse motorskibe, "Afrika", "Malaya" og "Java", kunne laste 13.500 t.
Burmeister & Wain har i særlig grad bidraget til udviklingen af dieselmotoren som skibsmaskine, og i alle skibbyggende lande byggedes motorskibe med dieselmotorer af Burmeister & Wain’s type efter licens fra dette firma. Der fandtes flere andre kendte typer af dieselmotorer, som anvendtes i motorskibe, fx Werkspoor, Sulzer, (Krupp, Nürnberg-Augsburg, Carel, Doxford-Junker, men omtrent halvdelen af den samlede motorskibstonnage var i 1924 motorer af Burmeister & Wain’s type.
Siden gik bestræbelserne ud på at indføre dieselmotoren i de store passagerskibe, hvor stor hestekraft er nødvendig af hensyn til farten, mens man indtil 1924 endnu ikke havde bygget motorskibe med over ca. 6.000 hk.